# Crossocheilus langei
Crossocheilus langei är en fiskart som beskrevs av Bleeker, 1860. Crossocheilus langei ingår i släktet Crossocheilus och familjen karpfiskar. Inga underarter finns listade i Catalogue of Life.